# Kommunalwahlen in Nordrhein-Westfalen 2009/Ergebnisse L–P
Dieser Artikel enthält die Ergebnisse der Kommunalwahlen in Nordrhein-Westfalen 2009 der Kreise und kreisfreien Städte mit den Anfangsbuchstaben L bis P.

## Leverkusen
Die CDU ist in der XIV. Wahlperiode die stärkste Partei in Leverkusen. Dennoch stellt die SPD den Oberbürgermeister. Auf Platz zwei der Parteien im Rat steht die SPD. Die Bürgerliste Leverkusen e. V. ist die drittstärkste politische Kraft. Sie hat sich zum Ziel gesetzt 2009 bis zu 30 % Wähleranteil zu gewinnen und auf Platz 2 aufzuschließen.
Das Personenwahlbündnis Lebenswert, Aktiv, Unbestechlich, Fortschrittlich für Leverkusen LAUF, das von der Marxistisch-Leninistische Partei Deutschlands MLPD unterstützt wird, ist gegen die Agenda 2010. Sie engagiert sich auch an den Montagsdemonstrationen in Leverkusen, die allerdings nur sehr begrenzten Zulauf haben und in der Presse kaum wahrgenommen werden. LAUF stellt einen Stadtrat und tritt erneut zur Wahl an.

### Oberbürgermeister
Amtsinhaber Ernst Küchler (SPD), Reinhard Buchhorn (CDU), Hans-Erich Müller (Bürgerliste), Roswitha Arnold (Grüne), Hiltrud Meier Engelen (FDP), Alfred Mertgen (OWG-UWG)

### Stadtrat
Der Rat der Stadt sieht am Ende der XIV. Wahlperiode anders aus als ihn die Wähler am 26. September 2004 bestellt hatten. Ein Ratsmitglied der SPD wechselte zur Unabhängige Wählergemeinschaft UWG. Zwei Ratsmitglieder von Pro Opladen (OP) verließen diese im Jahr 2007 und gründeten mit der UWG die Fraktion Opladener Wählergemeinschaft – Unabhängige Wählergemeinschaft OWG-UWG. Ein Ratsmitglied der Bürgerliste Leverkusen e.V (BL) wechselte ebenfalls zur OWG-UWG.
| Stadtrat Leverkusen | Stadtrat Leverkusen | Stadtrat Leverkusen | Stadtrat Leverkusen | Stadtrat Leverkusen | Stadtrat Leverkusen | Stadtrat Leverkusen | Stadtrat Leverkusen | Stadtrat Leverkusen | Stadtrat Leverkusen |
| Wahlperiode         | CDU                 | SPD                 | BL                  | Grüne               | FDP                 | OP                  | UWG                 | LAUF                | Rat                 |
| ------------------- | ------------------- | ------------------- | ------------------- | ------------------- | ------------------- | ------------------- | ------------------- | ------------------- | ------------------- |
| XIII: 2004–2009     | 24                  | 18/17               | 8/7                 | 6                   | 4                   | 4/2                 | 1/5                 | 1                   | 66                  |
| XIV: 2009–2014      |                     |                     |                     |                     |                     |                     |                     |                     | 66                  |

## Kreis Lippe
| Kreistag    | Kreistag | Kreistag | Kreistag | Kreistag | Kreistag | Kreistag |
| Wahlperiode | CDU      | SPD      | Grüne    | FDP      | WG1      | Kreistag |
| ----------- | -------- | -------- | -------- | -------- | -------- | -------- |
| 2004–2009   | 25       | 22       | 6        | 4        | 3        | 60       |
| 2009–2014   |          |          |          |          |          |          |

## Märkischer Kreis
| Kreistag    | Kreistag | Kreistag | Kreistag | Kreistag | Kreistag | Kreistag | Kreistag | Kreistag | Kreistag |
| Wahlperiode | CDU      | SPD      | Grüne    | FDP      | REP      | NPD      | UWG      | Linke    | Kreistag |
| ----------- | -------- | -------- | -------- | -------- | -------- | -------- | -------- | -------- | -------- |
| 2004–2009   | 32       | 22       | 6        | 5        | 1        | 1        | 5        | –        | 72       |
| 2009–2014   | 26       | 19       | 6        | 7        | –        | 1        | 4        | 3        | 66       |

Die Republikaner traten bei dieser Wahl nicht an.
Zur Wahl zugelassen wurden folgende Landratskandidaten:
- Thomas Gemke (CDU)
- Michael Rolland (SPD)
- Axel Hoffmann (FDP)
- Renate Oehmke (Grüne)
- Karsten Renfordt (Die Linke)
- Sascha Hellerfort (NPD)
- Berthold Wagner (parteilos)

Die UWG hat keinen eigenen Kandidaten nominiert, sondern die Unterstützung von Michael Rolland (SPD) signalisiert. Gewählt wurde Thomas Gemke mit einem Stimmenanteil von 43,4 Prozent vor Michael Rolland (32,2 Prozent).

## Kreis Mettmann
| Wahlperiode     | CDU                    | CDU  | SPD  | SPD  | Bündnis 90/Die Grünen | Bündnis 90/Die Grünen | FDP  | FDP | Sonstige | Sonstige | Kreistag |
|                 | Wähleranteil           |      |      |      |                       |                       |      |     |          |          |          |
| VIII: 1975–1984 | 46,8                   | 46,8 | 44,6 | 44,6 | –                     | –                     | 8,6  | 8,6 | –        | –        | k. A.    |
| IX: 1979–1984   | 47,4                   | 47,4 | 43,7 | 43,7 | –                     | –                     | 7,9  | 7,9 | 1,0      | 1,0      | k. A.    |
| X: 1984–1989    | 44,3                   | 44,3 | 38,8 | 38,8 | 9,9                   | 9,9                   | 6,3  | 6,3 | 0,7      | 0,7      | k. A.    |
| XI: 1989–1994   | 40,1                   | 40,1 | 40,0 | 40,0 | 8,9                   | 8,9                   | 8,4  | 8,4 | 2,6      | 2,6      | k. A.    |
|                 | Wähleranteil und Sitze |      |      |      |                       |                       |      |     |          |          |          |
| XII: 1994–1999  | 42,9                   | 30   | 38,8 | 27   | 10,6                  | 7                     | 5,3  | 3   | 2,4      | 0        | 67       |
| XIII: 1999–2004 | 51,9                   | 34   | 31,6 | 21   | 6,9                   | 5                     | 5,9  | 4   | 3,7      | 2        | 66       |
| XIV: 2004–2009  | 46,3                   | 33   | 29,3 | 21   | 10,1                  | 7                     | 7,8  | 6   | 6,3      | 5        | 72       |
| XV: 2009–2014   | 41,5                   | 33   | 23,3 | 19   | 13,4                  | 11                    | 10,6 | 9   | 11,1     | 8        | 80       |

## Kreis Minden-Lübbecke
| Kreistag    | Kreistag | Kreistag | Kreistag | Kreistag | Kreistag | Kreistag | Kreistag | Kreistag | Kreistag |
| Wahlperiode | CDU      | SPD      | Grüne    | FDP      | WG1      | Linke    | REP      | WG2      | Kreistag |
| ----------- | -------- | -------- | -------- | -------- | -------- | -------- | -------- | -------- | -------- |
| 2004–2009   | 26       | 21       | 5        | 4        | 2        | –        | 2        | –        | 60       |
| 2009–2014   | 23       | 20       | 6        | 5        | 2        | 2        | 1        | 1        | 60       |

## Mönchengladbach

### Stadtrat von Mönchengladbach
In der XIV. Amtsperiode des Stadtrats von Mönchengladbach sind die fünf Parteien CDU, SPD, Bündnis 90/Die Grünen, FDP und NPD sowie die beiden Wählergruppen Freie Wählergemeinschaft in Mönchengladbach (FWG) und LiLO-Linke Liste Mönchengladbach (Lilo) vertreten. Die NPD erreichte hier nach dem Ennepe-Ruhr-Kreis (2,6 %) ihr landesweit zweitbestes Ergebnis.
| Stadtrat von Mönchengladbach: Wähleranteil und Sitze | Stadtrat von Mönchengladbach: Wähleranteil und Sitze | Stadtrat von Mönchengladbach: Wähleranteil und Sitze | Stadtrat von Mönchengladbach: Wähleranteil und Sitze | Stadtrat von Mönchengladbach: Wähleranteil und Sitze | Stadtrat von Mönchengladbach: Wähleranteil und Sitze | Stadtrat von Mönchengladbach: Wähleranteil und Sitze | Stadtrat von Mönchengladbach: Wähleranteil und Sitze | Stadtrat von Mönchengladbach: Wähleranteil und Sitze | Stadtrat von Mönchengladbach: Wähleranteil und Sitze | Stadtrat von Mönchengladbach: Wähleranteil und Sitze | Stadtrat von Mönchengladbach: Wähleranteil und Sitze | Stadtrat von Mönchengladbach: Wähleranteil und Sitze | Stadtrat von Mönchengladbach: Wähleranteil und Sitze | Stadtrat von Mönchengladbach: Wähleranteil und Sitze | Stadtrat von Mönchengladbach: Wähleranteil und Sitze |
| ---------------------------------------------------- | ---------------------------------------------------- | ---------------------------------------------------- | ---------------------------------------------------- | ---------------------------------------------------- | ---------------------------------------------------- | ---------------------------------------------------- | ---------------------------------------------------- | ---------------------------------------------------- | ---------------------------------------------------- | ---------------------------------------------------- | ---------------------------------------------------- | ---------------------------------------------------- | ---------------------------------------------------- | ---------------------------------------------------- | ---------------------------------------------------- |
| Wahlperiode                                          | CDU                                                  | CDU                                                  | SP                                                   | SP                                                   | Bündnis 90/Die Grünen                                | Bündnis 90/Die Grünen                                | FDP                                                  | FDP                                                  | FWG                                                  | FWG                                                  | LILO                                                 | LILO                                                 | Nationaldemokratische Partei Deutschlands            | Nationaldemokratische Partei Deutschlands            | Rat                                                  |
| XII: 1994–1999                                       | 43,5                                                 | 31                                                   | 37,3                                                 | 26                                                   | 10,3                                                 | 7                                                    | 5,1                                                  | 3                                                    |                                                      |                                                      |                                                      |                                                      |                                                      |                                                      | 67                                                   |
| XIII: 1999–2004                                      | 48,8                                                 | 33                                                   | 28,4                                                 | 20                                                   | 7,7                                                  | 5                                                    | 5,9                                                  | 4                                                    | 8,9                                                  | 6                                                    |                                                      |                                                      |                                                      |                                                      | 68                                                   |
| XIV: 2004–2009                                       | 43,1                                                 | 33                                                   | 26,8                                                 | 20                                                   | 9,4                                                  | 7                                                    | 8,4                                                  | 7                                                    | 6,8                                                  | 5                                                    | 3,0                                                  | 2                                                    | 2,5                                                  | 2                                                    | 76                                                   |
| XV: 2009–2014                                        |                                                      |                                                      |                                                      |                                                      |                                                      |                                                      |                                                      |                                                      |                                                      |                                                      |                                                      |                                                      |                                                      |                                                      |                                                      |

Quelle: Landeswahlleiterin, Stadt Mönchengladbach

### Oberbürgermeister von Mönchengladbach
Es stellen sich fünf Kandidaten von SPD, CDU, FWG, FDP und Bündnis 90/Die Grünen zur Wahl des Oberbürgermeisters, von denen alle bis auf Norbert Post von der CDU schon einmal zu einer Oberbürgermeisterwahl in Mönchengladbach angetreten sind. Bei der Wahl 2004 gewann Norbert Bude im zweiten Wahlgang, nachdem der Kandidat der CDU Stefan Wimmers im ersten Wahlgang noch mit 8,9 Prozentpunkten geführt hatte. Erich Oberem von der FWG stellte sich 2004 nicht zur Wahl, lag 1999 auf Platz 3. Anno Jansen-Winkeln von der FDP erreichte 2004 Platz 3 mit einem Ergebnis, dass hinter jenem von Oberem 1999 lag. Karl Sasserath von Bündnis 90/Die Grünen erreichte 2004 Platz 4.
| Kandidat | 12.09.      | 12.09.  | 26.09. | 26.09.  | Kandidat | 26.09.      | 26.09.  | 10.10  | 10.10   | Kandidat | 30.08.      | 30.08. |       |
| Kandidat | Anzahl      | %       | Anzahl | %       | Kandidat | Anzahl      | %       | Anzahl | %       | Kandidat | Anzahl      | %      |       |
|          | wahlber.    | 206.236 | 100,0  | 205.940 | 100,0    | wahlber.    | 206.541 | 100,0  | 206.446 | 100,0    | wahlber.    |        | 100,0 |
|          | Wähler      | 92.274  | 44,7   | 62.235  | 30,2     | Wähler      | 93.356  | 45,2   | 64.520  | 31,3     | Wähler      |        |       |
|          | gültige St. | 91.213  | 100,0  | 61.825  | 100,0    | gültige St. | 91.861  | 100,0  | 64.084  | 100,0    | gültige St. |        | 100,0 |
| CDU      | Bartsch     | 43.942  | 48,2   | 37.656  | 60,9     | Wimmers     | 39.985  | 43,5   | 30.788  | 48,0     | Post        |        |       |
| SPD      | Schäfer     | 26.452  | 29,0   | 24.169  | 39,1     | Bude        | 31.828  | 34,6   | 33.296  | 52,0     | Bude        |        |       |
| FWG      | Oberem      | 10.598  | 11,6   |         |          | –           | –       | –      |         |          | Oberem      |        |       |
| FDP      | Kalthöfer   | 5.079   | 5,6    |         |          | Jansen-W.   | 8.102   | 8,8    |         |          | Jansen-W.   |        |       |
| Grüne    | Siemes      | 5.142   | 5,6    |         |          | Sasserath   | 7.076   | 7,7    |         |          | Sasserath   |        |       |
| NPD      |             |         |        |         |          | Geilenkir.  | 2.171   | 2,4    |         |          |             |        |       |
| –        |             |         |        |         |          | Wagner      | 1.133   | 1,2    |         |          |             |        |       |
| –        |             |         |        |         |          | Stevens     | 1.566   | 1,7    |         |          |             |        |       |

Quelle: Landeswahlleiterin, Presseartikel

## Mülheim an der Ruhr
→ Siehe Kommunalwahl in Mülheim an der Ruhr 2009

## Münster

### Oberbürgermeister
Vorläufiges Endergebnis:
- 58,3 % Wahlbeteiligung
- 221.698 Wahlberechtigte
- 127.413 Gültige Stimmen

Markus Lewe (CDU) gewann mit 49,5 % der Stimmen knapp vor Wolfgang Heuer (SPD) mit 45,4 %. Die übrigen vier Bewerber für das Oberbürgermeisteramt (UWG-MS, ödp, Einzelbewerber Seemann und Soziale Liste – DKP) erhielten zwischen 0,7 und 2,3 % der Stimmen.

### Stadtrat
Vorläufiges Endergebnis:
- 58,3 % Wahlbeteiligung
- 221.698 Wahlberechtigte
- 128.293 Gültige Stimmen
- 243 Stimmbezirke

| Rat der kreisfreien Stadt Münster: Wähleranteil und Sitze seit 1994 | Rat der kreisfreien Stadt Münster: Wähleranteil und Sitze seit 1994 | Rat der kreisfreien Stadt Münster: Wähleranteil und Sitze seit 1994 | Rat der kreisfreien Stadt Münster: Wähleranteil und Sitze seit 1994 | Rat der kreisfreien Stadt Münster: Wähleranteil und Sitze seit 1994 | Rat der kreisfreien Stadt Münster: Wähleranteil und Sitze seit 1994 | Rat der kreisfreien Stadt Münster: Wähleranteil und Sitze seit 1994 | Rat der kreisfreien Stadt Münster: Wähleranteil und Sitze seit 1994 | Rat der kreisfreien Stadt Münster: Wähleranteil und Sitze seit 1994 | Rat der kreisfreien Stadt Münster: Wähleranteil und Sitze seit 1994 | Rat der kreisfreien Stadt Münster: Wähleranteil und Sitze seit 1994 | Rat der kreisfreien Stadt Münster: Wähleranteil und Sitze seit 1994 | Rat der kreisfreien Stadt Münster: Wähleranteil und Sitze seit 1994 | Rat der kreisfreien Stadt Münster: Wähleranteil und Sitze seit 1994 | Rat der kreisfreien Stadt Münster: Wähleranteil und Sitze seit 1994 | Rat der kreisfreien Stadt Münster: Wähleranteil und Sitze seit 1994 | Rat der kreisfreien Stadt Münster: Wähleranteil und Sitze seit 1994 | Rat der kreisfreien Stadt Münster: Wähleranteil und Sitze seit 1994 |
| ------------------------------------------------------------------- | ------------------------------------------------------------------- | ------------------------------------------------------------------- | ------------------------------------------------------------------- | ------------------------------------------------------------------- | ------------------------------------------------------------------- | ------------------------------------------------------------------- | ------------------------------------------------------------------- | ------------------------------------------------------------------- | ------------------------------------------------------------------- | ------------------------------------------------------------------- | ------------------------------------------------------------------- | ------------------------------------------------------------------- | ------------------------------------------------------------------- | ------------------------------------------------------------------- | ------------------------------------------------------------------- | ------------------------------------------------------------------- | ------------------------------------------------------------------- |
| Wahlperiode                                                         | CDU                                                                 | CDU                                                                 | SPD                                                                 | SPD                                                                 | Grüne                                                               | Grüne                                                               | FDP                                                                 | FDP                                                                 | Linke1                                                              | Linke1                                                              | ödp                                                                 | ödp                                                                 | UWG-MS                                                              | UWG-MS                                                              | Piraten                                                             | Piraten                                                             | Rat                                                                 |
| XII: 1994–1999                                                      | 44,1                                                                | 32                                                                  | 32,7                                                                | 23                                                                  | 16,7                                                                | 12                                                                  | 4,2                                                                 | –                                                                   |                                                                     |                                                                     | 0,8                                                                 | –                                                                   |                                                                     |                                                                     |                                                                     |                                                                     | 67                                                                  |
| XIII: 1999–2004                                                     | 54,0                                                                | 36                                                                  | 26,2                                                                | 17                                                                  | 11,2                                                                | 8                                                                   | 5,0                                                                 | 3                                                                   | 1,4                                                                 | 1                                                                   | 0,4                                                                 | –                                                                   | 1,7                                                                 | 1                                                                   |                                                                     |                                                                     | 66                                                                  |
| XIV: 2004–2009                                                      | 42,7                                                                | 31                                                                  | 25,3                                                                | 19                                                                  | 19,4                                                                | 14                                                                  | 7,9                                                                 | 6                                                                   | 1,5                                                                 | 1                                                                   | 0,9                                                                 | 1                                                                   | 2,3                                                                 | 2                                                                   |                                                                     |                                                                     | 74                                                                  |
| XV: 2009–2014                                                       | 39,2                                                                | 31                                                                  | 25,0                                                                | 20                                                                  | 19,4                                                                | 16                                                                  | 9,0                                                                 | 7                                                                   | 3,4                                                                 | 3                                                                   | 0,9                                                                 | 1                                                                   | 1,7                                                                 | 1                                                                   | 1,6                                                                 | 1                                                                   | 80                                                                  |

1 1999–2009: PDS, ab 2009: Die Linke

## Oberbergischer Kreis
Im Oberbergischen Kreis lag die FDP 2004 nur 9 Stimmen hinter den Grünen, was sie ein Mandat kostete.
Auf Kreisebene sind zwei Wählergruppen tätig: die Unabhängige Wählergemeinschaft Oberbergischer Kreis (UWG) und die Freie Wählergemeinschaft Oberbergischer Kreis (FWO), die ihre Position seit 1994 (1994 sonstige: 3,7 %) ausbauen konnten.
| Kreistag des Oberbergischen Kreises: Wähleranteil und Sitze seit 1994 | Kreistag des Oberbergischen Kreises: Wähleranteil und Sitze seit 1994 | Kreistag des Oberbergischen Kreises: Wähleranteil und Sitze seit 1994 | Kreistag des Oberbergischen Kreises: Wähleranteil und Sitze seit 1994 | Kreistag des Oberbergischen Kreises: Wähleranteil und Sitze seit 1994 | Kreistag des Oberbergischen Kreises: Wähleranteil und Sitze seit 1994 | Kreistag des Oberbergischen Kreises: Wähleranteil und Sitze seit 1994 | Kreistag des Oberbergischen Kreises: Wähleranteil und Sitze seit 1994 | Kreistag des Oberbergischen Kreises: Wähleranteil und Sitze seit 1994 | Kreistag des Oberbergischen Kreises: Wähleranteil und Sitze seit 1994 | Kreistag des Oberbergischen Kreises: Wähleranteil und Sitze seit 1994 | Kreistag des Oberbergischen Kreises: Wähleranteil und Sitze seit 1994 | Kreistag des Oberbergischen Kreises: Wähleranteil und Sitze seit 1994 | Kreistag des Oberbergischen Kreises: Wähleranteil und Sitze seit 1994 |
| --------------------------------------------------------------------- | --------------------------------------------------------------------- | --------------------------------------------------------------------- | --------------------------------------------------------------------- | --------------------------------------------------------------------- | --------------------------------------------------------------------- | --------------------------------------------------------------------- | --------------------------------------------------------------------- | --------------------------------------------------------------------- | --------------------------------------------------------------------- | --------------------------------------------------------------------- | --------------------------------------------------------------------- | --------------------------------------------------------------------- | --------------------------------------------------------------------- |
| Wahlperiode                                                           | CDU                                                                   | CDU                                                                   | SPD                                                                   | SPD                                                                   | Grüne                                                                 | Grüne                                                                 | FDP                                                                   | FDP                                                                   | UWG                                                                   | UWG                                                                   | FWO                                                                   | FWO                                                                   | Kreistag                                                              |
| XII: 1994–1999                                                        | 45,4                                                                  | 27                                                                    | 37,8                                                                  | 23                                                                    | 8,6                                                                   | 5                                                                     | 4,4                                                                   | –                                                                     | 2,8                                                                   | –                                                                     |                                                                       |                                                                       | 55                                                                    |
| XIII: 1999–2004                                                       | 52,6                                                                  | 29                                                                    | 31,7                                                                  | 17                                                                    | 5,7                                                                   | 3                                                                     | 5,6                                                                   | 3                                                                     | 3,7                                                                   | 2                                                                     | 54                                                                    |                                                                       |                                                                       |
| XIV: 2004–2009                                                        | 48,6                                                                  | 27                                                                    | 30,1                                                                  | 17                                                                    | 8,0                                                                   | 5                                                                     | 8,0                                                                   | 4                                                                     | 4,1                                                                   | 2                                                                     | 1,2                                                                   | 1                                                                     | 56                                                                    |
| XV: 2009–2014                                                         |                                                                       |                                                                       |                                                                       |                                                                       |                                                                       |                                                                       |                                                                       |                                                                       |                                                                       |                                                                       |                                                                       |                                                                       |                                                                       |

## Oberhausen
In der kreisfreien Stadt Oberhausen erreichte die SPD 2004 zwar die absolute Mehrheit der Stimmen aber nur genau die Hälfte der Mandate im Stadtrat. Im Rat sind nur die fünf Bundestagsparteien vertreten. 1994 erreichte die ödp 1,2 % der Stimmen, trat aber 1999 nicht an.
| Rat der Stadt Oberhausen: Wähleranteil und Sitze seit 1994                     | Rat der Stadt Oberhausen: Wähleranteil und Sitze seit 1994 | Rat der Stadt Oberhausen: Wähleranteil und Sitze seit 1994 | Rat der Stadt Oberhausen: Wähleranteil und Sitze seit 1994 | Rat der Stadt Oberhausen: Wähleranteil und Sitze seit 1994 | Rat der Stadt Oberhausen: Wähleranteil und Sitze seit 1994 | Rat der Stadt Oberhausen: Wähleranteil und Sitze seit 1994 | Rat der Stadt Oberhausen: Wähleranteil und Sitze seit 1994 | Rat der Stadt Oberhausen: Wähleranteil und Sitze seit 1994 | Rat der Stadt Oberhausen: Wähleranteil und Sitze seit 1994 | Rat der Stadt Oberhausen: Wähleranteil und Sitze seit 1994 | Rat der Stadt Oberhausen: Wähleranteil und Sitze seit 1994 |
| ------------------------------------------------------------------------------ | ---------------------------------------------------------- | ---------------------------------------------------------- | ---------------------------------------------------------- | ---------------------------------------------------------- | ---------------------------------------------------------- | ---------------------------------------------------------- | ---------------------------------------------------------- | ---------------------------------------------------------- | ---------------------------------------------------------- | ---------------------------------------------------------- | ---------------------------------------------------------- |
| Wahlperiode                                                                    | CDU                                                        | CDU                                                        | SPD                                                        | SPD                                                        | Grüne                                                      | Grüne                                                      | FDP                                                        | FDP                                                        | PDS                                                        | PDS                                                        | Rat                                                        |
| XII: 1994–1999                                                                 | 29,4                                                       | 18                                                         | 57,7                                                       | 37                                                         | 6,9                                                        | 4                                                          | 2,8                                                        | –                                                          |                                                            |                                                            | 59                                                         |
| XIII: 1999–2004                                                                | 37,9                                                       | 22                                                         | 50,1                                                       | 29                                                         | 5,9                                                        | 3                                                          | 3,0                                                        | 2                                                          | 3,2                                                        | 2                                                          | 58                                                         |
| XIV: 2004–2009                                                                 | 32,0                                                       | 19                                                         | 50,4                                                       | 29                                                         | 7,6                                                        | 4                                                          | 4,1                                                        | 2                                                          | 6,0                                                        | 4                                                          | 58                                                         |
| XV: 2009–2014                                                                  |                                                            |                                                            |                                                            |                                                            |                                                            |                                                            |                                                            |                                                            |                                                            |                                                            |                                                            |
| die PDS- bzw. Linke-Ratsfraktion nennt sich in Oberhausen Linke.Liste-Fraktion |                                                            |                                                            |                                                            |                                                            |                                                            |                                                            |                                                            |                                                            |                                                            |                                                            |                                                            |

## Kreis Olpe
Im Kreis Olpe hat die CDU seit Jahren die absolute Mehrheit inne. Wählergruppen spielen im Kreis keine Rolle.
| Wahlperiode     | CDU  | CDU | SPD  | SPD | Grüne | Grüne | FDP | FDP | Kreistag |
| XIV: 1994–1999  | 58,2 | 30  | 32,4 | 16  | 6,9   | 3     | 1,8 | –   | 49       |
| XIII: 1999–2004 | 67,9 | 33  | 26,0 | 12  | 4,4   | 2     | 1,7 | 1   | 48       |
| XIV: 2004–2009  | 62,1 | 30  | 26,1 | 13  | 6,7   | 3     | 5,1 | 2   | 48       |
| XV: 2009–2014   |      |     |      |     |       |       |     |     |          |

## Kreis Paderborn
Der Kreis Paderborn ist seit der Einführung von demokratischen Wahlen eine Hochburg der Katholisch-Konservativen. Seit 1945 dominiert die CDU, die auf Kreisebene und in allen Städten und Gemeinden immer die absolute Mehrheit der Sitze bekam. Erstmals wurde bei der Kommunalwahl 2004 in der Gemeinde Altenbeken die absolute CDU-Mehrheit in einem Kommunalparlament des Kreises gebrochen. Die SPD ist im Kreis Paderborn sehr schwach vertreten. In der zweitgrößten Stadt Delbrück kommt sie regelmäßig nur auf einstellige Prozentzahlen. Die Grünen sind relativ stark, jedoch nicht in allen Städten und Gemeinden vertreten. Die FDP ist eher schwach, konnte in den letzten Jahren aber ihr Defizit abbauen. Die Linke kandidiert im Jahre 2009 erstmals zu den Kommunalwahlen im Kreis Paderborn. Sie hat Kandidaturen für den Kreistag und den Stadtrat von Bad Lippspringe angekündigt. In der Stadt Paderborn verzichtet sie zugunsten der Demokratischen Initiative Paderborn (DIP) auf eine eigenständige Kandidatur. Spitzenkandidat der Linken für den Kreistag ist der ehemalige Kreisvorsitzende, ehemalige Bundestagsabgeordnete und zweimalige Landratskandidat der SPD Gerd Bauer. Neben einigen weiteren Wählergruppen, die jeweils nur in einer Stadt bzw. Gemeinde kandidieren, hat die FBI einen kreisweiten Vertretungsanspruch. Die FBI im Kreis Paderborn ist bundesweit vernetzt unter dem Dach von FBI. Sie ist unter diesem Namen auch bundesweit zur Europawahl 2009 angetreten. Eine Zusammenarbeit bei der Kreistagswahl zwischen der FBI und anderen lokalen Wählergruppen gibt es nicht.
| Wahlperiode     | CDU   | CDU | SPD   | SPD | Grüne | Grüne | FDP   | FDP | FBI  | FBI | Die Linke | Die Linke | Kreistag |
| XII: 1994–1999  | 54,6  | 33  | 28,5  | 17  | 9,2   | 5     | 4,1   | –   | 3,5  | –   | –         | –         | 55       |
| XIII: 1999–2004 | 61,7  | 33  | 23,4  | 13  | 6,3   | 4     | 4,1   | 2   | 4,4  | 2   | –         | –         | 54       |
| XIV: 2004–2009  | 59,4  | 32  | 21,1  | 11  | 8,8   | 5     | 6,6   | 4   | 4,1  | 2   | –         | –         | 54       |
| XV: 2009–2014   | 52,59 | 28  | 18,33 | 10  | 11,15 | 6     | 10,83 | 6   | 3,61 | 2   | 3,48      | 2         | 54       |

### Landrat des Kreises Paderborn
Bei der Landratswahl dominiert wie bei der Kreistagswahl die CDU. Bei den beiden vorherigen Wahlen kandidierten jeweils zwei Kandidaten mit CDU-Parteibuch. Bei beiden Wahlen kamen die beiden CDU-Kandidaten auf die Plätze 1 und 2. Die SPD hatte bisher noch keine Chance, zumindest in die Stichwahl zu kommen.
Im Jahre 1999 kandidierte der amtierende Oberkreisdirektor Dr. Rudolf Wansleben gegen den CDU-Kandidaten, den amtierenden ehrenamtlichen Landrat Reinold Stücke. Nachdem Wansleben in der ersten Runde in die Stichwahl gegen Stücke eingezogen war, wurde er mit 63 % zum Landrat gewählt.
Im Jahre 2004 wurde der amtierende Landrat Wansleben zuerst von der CDU zur Wiederwahl nominiert. Nach wiederholten Auseinandersetzungen zwischen Wansleben und seiner Partei zog die CDU dessen Kandidatur zurück und nominierte den Lichtenauer Bürgermeister Manfred Müller nach. Dieser entschied daraufhin im ersten Wahlgang die Landratswahl für sich. Wansleben arbeitet heute wieder sehr erfolgreich bundesweit als Rechtsanwalt.
Für die diesjährige Landratswahl nominierte die CDU erneut den amtierenden Landrat Manfred Müller. Dieser wird auch von der FDP unterstützt. Die SPD nominierte ihren Fraktionsvorsitzenden im Kreistag Wolfgang Weigel. Die Freie Bürger Initiative (FBI) nominierte Hans Tegethoff. Weitere Kandidaturen gibt es nicht.
| Partei                 | 1999           | 1999   | 1999   | 2004      | 2004   | 2009        | 2009        |
| ---------------------- | -------------- | ------ | ------ | --------- | ------ | ----------- | ----------- |
| Partei                 | Kandidat       | 12.09. | 26.09. | Kandidat  | 29.09. | Kandidat    | 30.08.      |
| CDU                    | Stücke         | 48,6   | 37,0   | Müller    | 57,5   | Müller      |             |
| Unabhängig (CDU-Diss.) | Wansleben      | 24,4   | 63,0   | Wansleben | 17,7   | –           | –           |
| SPD                    | Bauer          | 19,1   | –      | Bauer     | 14,6   | Weigel      |             |
| Grüne                  | Eichenseher    | 3,8    | –      | Probst    | 7,2    | –           | –           |
| FBI                    | Ostermann      | 2,4    | –      | Ostermann | 3,0    | Tegethoff   |             |
| FDP                    | Schultz-Tornau | 1,7    | –      | –         | –      | (siehe CDU) | (siehe CDU) |

### Stadt- und Gemeinderäte
Der Kreis Paderborn hat 10 kreisangehörige Städte und Gemeinden.
Wie auch im Kreistag, dominiert in allen Stadt- und Gemeinderäten die CDU. Einzige Ausnahme ist der Gemeinderat in Altenbeken, in dem es einen Gleichstand zwischen SPD-Grüne einerseits und CDU-FDP andererseits gab. Dieses Patt wurde jedoch durch den Austritt von zwei CDU-Ratsmitgliedern, die die Altenbekener Bürger-Allianz (ABA) und eine gemeinsame Fraktion ABA-FDP gründeten, weiter zuungunsten der CDU verschoben. Nichtsdestotrotz stellt die SPD den Bürgermeister in Altenbeken. Der Bürgermeister in Bad Lippspringe kandidierte als Unabhängiger, war jedoch bis zu seiner Kandidatur langjähriges SPD-Mitglied. Der Stadtverbandsvorsitzende der CDU bezeichnete ihn auf einer Wahlkampfveranstaltung jedoch sogar als "CDU-Bürgermeister".
Neben CDU, SPD, Grünen und FDP sind verschiedene Wählergruppen vertreten. Hervorzuheben sind hierbei besonders die den Grünen nahestehenden Grün-Alternative BürgerInnen-Initiative Delbrück (GABI) und Freie Wählergemeinschaft Borchen (FWB), die der Partei Die Linke nahestehende Demokratische Initiative Paderborn (DIP) und die mittlerweile bundesweit zusammengeschlossene Freie Bürger Initiative (FBI), die in Paderborn begründet wurde und mittlerweile auch im Salzkottener Stadtrat vertreten ist.
Die Linke tritt bei der Kommunalwahl 2009 erstmals im Kreis Paderborn zur Wahl an. Ebenso wird es neue Kandidaturen der Freien Wählergemeinschaft Bad Lippspringe (FWG) und der Altenbekener Bürger-Allianz (ABA) geben. Beide Gruppierungen sind in der bürgerlichen Mitte positioniert. Hingegen hat die Unabhängige Wählergemeinschaft Salzkotten ihre Auflösung nach 20 Jahren im Rat (Gründung als FDP-Stadtverband im Jahre 1989, dann Abspaltung von der FDP im Jahre 1995) beschlossen.
In 5 der 10 Kommunen treten die Amtsinhaber nicht mehr zur Wahl an. Neben den beiden Unabhängigen Willi Schmidt (Bad Lippspringe) und Heinrich Schwarzenberg (Borchen), sind das die CDU-Bürgermeister Robert Oelsmeier (Delbrück), Wolfgang Runge (Büren) und Karl-Heinz Wange (Lichtenau). Die Bürgermeister Winfried Menne (Bad Wünnenberg, CDU) und Michael Berens (Hövelhof, CDU) werden hingegen mit großer Wahrscheinlichkeit wiedergewählt, da keine Gegenkandidaten nominiert wurden. Dasselbe gilt für den CDU-Kandidaten Dieter Merschjohann in Lichtenau. Die größte Auswahl haben hingegen die Wähler in Borchen und Paderborn, die jeweils zwischen 5 Kandidaten auswählen können. Die Wähler in Bad Lippspringe können sich zwischen 4 Kandidaten entscheiden. Der dortige CDU-Kandidat fiel durch einen schmutzigen Wahlkampfstil auf, als er die Internet-Domain mit dem Namen eines Konkurrenten auf sich anmeldete und auf seine eigene Homepage umleitete.
| Zusammensetzung der Stadt- und Gemeinderäte im Kreis Paderborn | Zusammensetzung der Stadt- und Gemeinderäte im Kreis Paderborn | Zusammensetzung der Stadt- und Gemeinderäte im Kreis Paderborn | Zusammensetzung der Stadt- und Gemeinderäte im Kreis Paderborn | Zusammensetzung der Stadt- und Gemeinderäte im Kreis Paderborn | Zusammensetzung der Stadt- und Gemeinderäte im Kreis Paderborn | Zusammensetzung der Stadt- und Gemeinderäte im Kreis Paderborn | Zusammensetzung der Stadt- und Gemeinderäte im Kreis Paderborn | Zusammensetzung der Stadt- und Gemeinderäte im Kreis Paderborn | Zusammensetzung der Stadt- und Gemeinderäte im Kreis Paderborn | Zusammensetzung der Stadt- und Gemeinderäte im Kreis Paderborn |
| XIV. Amtsperiode 2004–2009                                     | XIV. Amtsperiode 2004–2009                                     | XIV. Amtsperiode 2004–2009                                     | XIV. Amtsperiode 2004–2009                                     | XIV. Amtsperiode 2004–2009                                     | XIV. Amtsperiode 2004–2009                                     | XIV. Amtsperiode 2004–2009                                     | XIV. Amtsperiode 2004–2009                                     | XIV. Amtsperiode 2004–2009                                     | XIV. Amtsperiode 2004–2009                                     | XIV. Amtsperiode 2004–2009                                     |
| Gemeinde                                                       | Bürgermeister                                                  | Bürgermeister                                                  | CDU                                                            | SPD                                                            | Grüne                                                          | FDP                                                            | Die Linke                                                      | FBI                                                            | Sonstige                                                       | Rat                                                            |
| -------------------------------------------------------------- | -------------------------------------------------------------- | -------------------------------------------------------------- | -------------------------------------------------------------- | -------------------------------------------------------------- | -------------------------------------------------------------- | -------------------------------------------------------------- | -------------------------------------------------------------- | -------------------------------------------------------------- | -------------------------------------------------------------- | -------------------------------------------------------------- |
| Altenbeken                                                     | Hans Jürgen Wessels                                            | SPD                                                            | 13 11                                                          | 12                                                             | 2                                                              | 1                                                              | –                                                              | –                                                              | – 21                                                           | 28                                                             |
| Bad Lippspringe                                                | Willi Schmidt                                                  | Unabhängig                                                     | 16                                                             | 7                                                              | 4                                                              | 5                                                              | –                                                              | –                                                              | –                                                              | 32                                                             |
| Bad Wünnenberg                                                 | Winfried Menne                                                 | CDU                                                            | 22                                                             | 8                                                              | –                                                              | 2                                                              | –                                                              | –                                                              | –                                                              | 32                                                             |
| Borchen                                                        | Heinrich Schwarzenberg                                         | Unabhängig                                                     | 16                                                             | 8                                                              | 2                                                              | –                                                              | –                                                              | –                                                              | 23                                                             | 28                                                             |
| Büren                                                          | Wolfgang Runge                                                 | CDU                                                            | 23                                                             | 11                                                             | –                                                              | 4                                                              | –                                                              | –                                                              | –                                                              | 38                                                             |
| Delbrück                                                       | Robert Oelsmeier                                               | CDU                                                            | 27                                                             | 5 4                                                            | 34                                                             | 3                                                              | –                                                              | –                                                              | – 15                                                           | 38                                                             |
| Hövelhof                                                       | Michael Berens                                                 | CDU                                                            | 24                                                             | 9                                                              | –                                                              | 1                                                              | –                                                              | –                                                              | –                                                              | 34                                                             |
| Lichtenau                                                      | Karl-Heinz Wange                                               | CDU                                                            | 21                                                             | 7                                                              | 2                                                              | 2                                                              | –                                                              | –                                                              | –                                                              | 32                                                             |
| Paderborn                                                      | Heinz Paus                                                     | CDU                                                            | 30                                                             | 13                                                             | 6                                                              | 4 3                                                            | 26                                                             | 3                                                              | – 15                                                           | 58                                                             |
| Salzkotten                                                     | Michael Dreier                                                 | CDU                                                            | 22                                                             | 9                                                              | 2                                                              | 2                                                              | –                                                              | 1                                                              | 27                                                             | 38                                                             |
| Gesamt                                                         | Gesamt                                                         | Gesamt                                                         | 214                                                            | 89                                                             | 21                                                             | 24                                                             | 2                                                              | 4                                                              | 4                                                              | 358                                                            |
| XV. Amtsperiode 2009–2014                                      |                                                                |                                                                |                                                                |                                                                |                                                                |                                                                |                                                                |                                                                |                                                                |                                                                |
| Altenbeken                                                     |                                                                |                                                                |                                                                |                                                                |                                                                |                                                                |                                                                |                                                                |                                                                |                                                                |
| Bad Lippspringe                                                |                                                                |                                                                |                                                                |                                                                |                                                                |                                                                |                                                                |                                                                |                                                                |                                                                |
| Bad Wünnenberg                                                 |                                                                |                                                                |                                                                |                                                                |                                                                |                                                                |                                                                |                                                                |                                                                |                                                                |
| Borchen                                                        |                                                                |                                                                |                                                                |                                                                |                                                                |                                                                |                                                                |                                                                |                                                                |                                                                |
| Büren                                                          |                                                                |                                                                |                                                                |                                                                |                                                                |                                                                |                                                                |                                                                |                                                                |                                                                |
| Delbrück                                                       |                                                                |                                                                |                                                                |                                                                |                                                                |                                                                |                                                                |                                                                |                                                                |                                                                |
| Hövelhof                                                       |                                                                |                                                                |                                                                |                                                                |                                                                |                                                                |                                                                |                                                                |                                                                |                                                                |
| Lichtenau                                                      |                                                                |                                                                |                                                                |                                                                |                                                                |                                                                |                                                                |                                                                |                                                                |                                                                |
| Paderborn                                                      |                                                                |                                                                |                                                                |                                                                |                                                                |                                                                |                                                                |                                                                |                                                                |                                                                |
| Salzkotten                                                     |                                                                |                                                                |                                                                |                                                                |                                                                |                                                                |                                                                |                                                                |                                                                |                                                                |
| Gesamt                                                         |                                                                |                                                                |                                                                |                                                                |                                                                |                                                                |                                                                |                                                                |                                                                |                                                                |

1 Altenbekener Bürger-Allianz (ABA)

2 Freie Wählergemeinschaft Borchen (FWB)

3 Borchener Bürgerunion (BBU)

4 Grün-Alternative BürgerInnen-Initiative Delbrück (GABI)

5 Parteilos

6 Demokratische Initiative Paderborn (DIP)

7 Unabhängige Wählergemeinschaft Salzkotten (UWS)